# 広島県道285号宮ノ口瀬戸線
広島県道285号宮ノ口瀬戸線（ひろしまけんどう285ごう みやのくちせとせん）は、広島県呉市を通る一般県道である。

## 概要
鹿島を通る。
広島県最南端の県道路線である。鹿島北部を中心に狭隘区間が多い。

### 路線データ
- 起点：広島県呉市倉橋町（宮ノ口漁港）
- 終点：広島県呉市倉橋町（瀬戸漁港、鹿島大橋）
- 総延長：3.393 km[1]

## 歴史
- 1968年（昭和43年）7月23日 - 広島県告示第603号により認定される。
- 1972年（昭和47年）11月1日 - 現行の県道番号に変更される。
- 1975年（昭和50年） - 鹿島大橋が開通し、倉橋島を介して本土と陸続きになる。
- 2005年（平成17年）3月20日 - 安芸郡倉橋町が呉市に編入されたことに伴い全区間が呉市を通る路線になる。

## 地理
鹿島大橋およびその取り付け道路は農道として建設された経緯があるため一般県道には認定されていない（呉市道鹿老渡鹿島線となっている）。よって本路線はどの一般県道とも接続しない。
終点付近では幅員が2.1 mしかない（迂回路は呉市道鯛之浦瀬戸線）。

### 通過する自治体
- 呉市

### 交差する道路
| 交差する道路                  | 交差する場所 | 交差する場所 |
| ----------------------------- | ------------ | ------------ |
| 呉市道鯛之浦瀬戸線            | 倉橋町       |              |
| 呉市道鹿老渡鹿島線 / 鹿島大橋 | 倉橋町       |              |
| 呉市道鯛之浦瀬戸線            | 倉橋町       | 終点         |

### 沿線
- 宮ノ口漁港
- 鹿島郵便局
- 瀬戸漁港
- 鹿島大橋